# Treba mi nešto jače od sna
Treba mi nešto jače od sna je drugi album županjske rock grupe Opća opasnost. Objavljen je 1994. godine.

## Pjesme
1. "Treba mi nešto jače od sna" (Mario Vestić, Opća opasnost) - 4:02
2. "Ti" (Žarko Fabek, Opća opasnost) - 4:19
3. "Čudan ples" (Mario Vestić / Pero Galić, Mario Vestić, Opća opasnost) - 3:06
4. "Opća opasnost" (Slaven Živanović - Žiža, Opća opasnost) - 3:14
5. "Jednom kad noć" (Mario Vestić, Opća opasnost) - 4:51
6. "Put Another Dollar" (Pero Galić, Mladen Tomić, Opća opasnost) - 3:02
7. "Budi se grad" (Žarko Fabek, Opća opasnost) - 2:56
8. "Koja luda noć" (Vlado Jozić, Mario Vestić, Opća opasnost) - 3:06
9. "Sutra je kasno" (Pero Galić, Mario Vestić, Opća opasnost) - 4:57
10. "Nebeski znak" (Josip Mrča Maričić, Opća opasnost) - 5:17